# شیلا لوین مرده‌است و در نیویورک زندگی می‌کند
شیلا لوین مرده‌است و در نیویورک زندگی می‌کند ([Sheila Levine Is Dead and Living in New York] Error: {{Lang-xx}}: متن دارای نشانه‌گذاری ایتالیک است (راهنما)) یک فیلم سینمایی آمریکایی در ژانر کمدی سیاه به کارگردانی سیدنی جی فوری محصول سال ۱۹۷۵ در مورد یک زن جوان خجالتی است که به شهر نیویورک نقل مکان می‌کند و عاشق دوست پسر هم‌اتاقی برونگرای خود می‌شود. این فیلم توسط کنی سولمز و گیل والدنت به‌طور مشترک نوشته شده و براساس رمان وی ساخته شده‌است. این فیلم در شهر نیویورک فیلمبرداری شده‌است.